# (100843) 1998 HH21
(100843) 1998 HH21 es un asteroide perteneciente al cinturón de asteroides, región del sistema solar que se encuentra entre las órbitas de Marte y Júpiter, descubierto el 20 de abril de 1998 por el equipo del Lincoln Near-Earth Asteroid Research desde el Laboratorio Lincoln, Socorro, Nuevo México, Estados Unidos.

## Designación y nombre
Designado provisionalmente como 1998 HH21. 

## Características orbitales
1998 HH21 está situado a una distancia media del Sol de 2,375 ua, pudiendo alejarse hasta 2,744 ua y acercarse hasta 2,007 ua. Su excentricidad es 0,155 y la inclinación orbital 1,477 grados. Emplea 1337,67 días en completar una órbita alrededor del Sol.

## Características físicas
La magnitud absoluta de 1998 HH21 es 16,6. 